# Parc national de Vachlovani

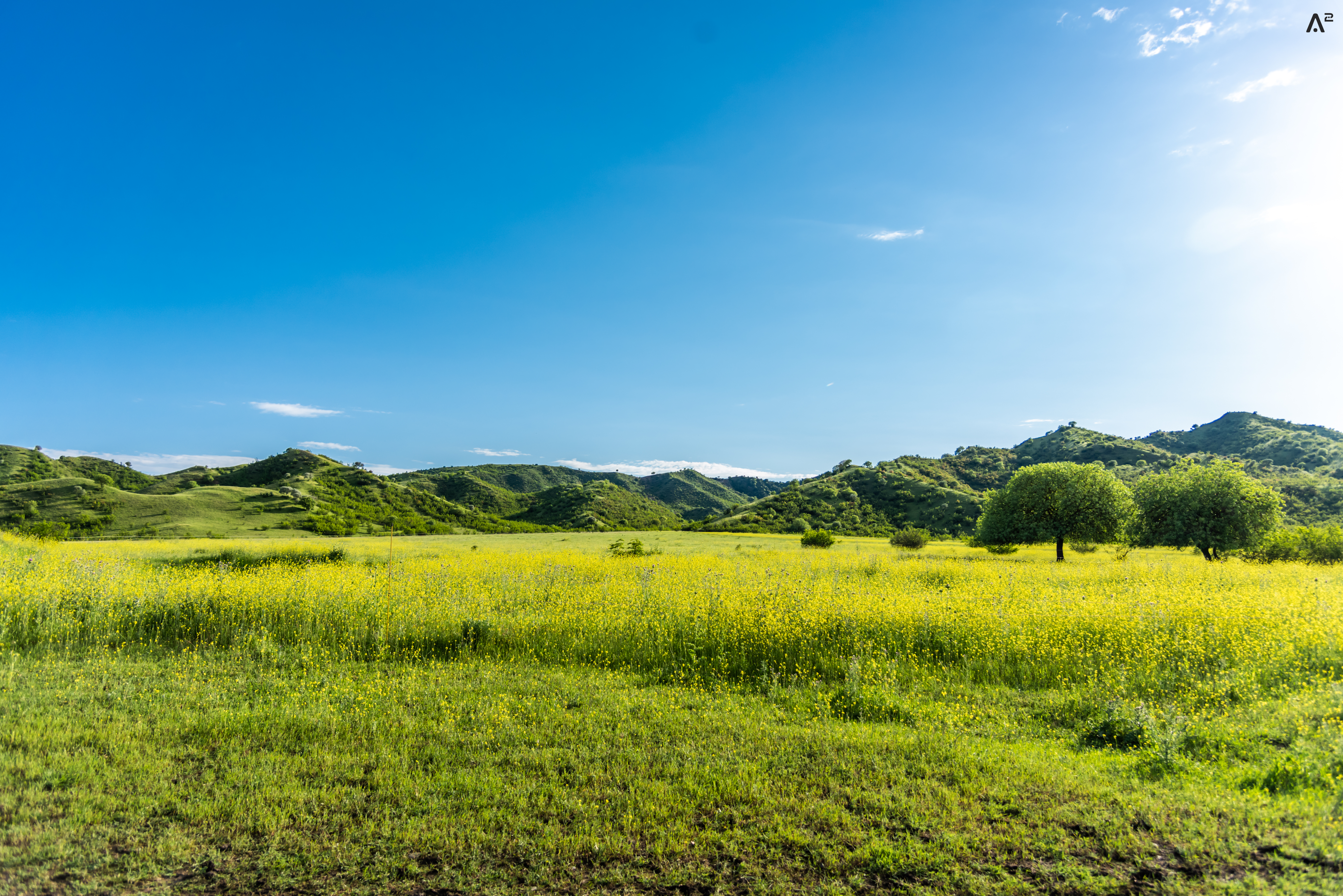
Dans le parc. Mai 2019.

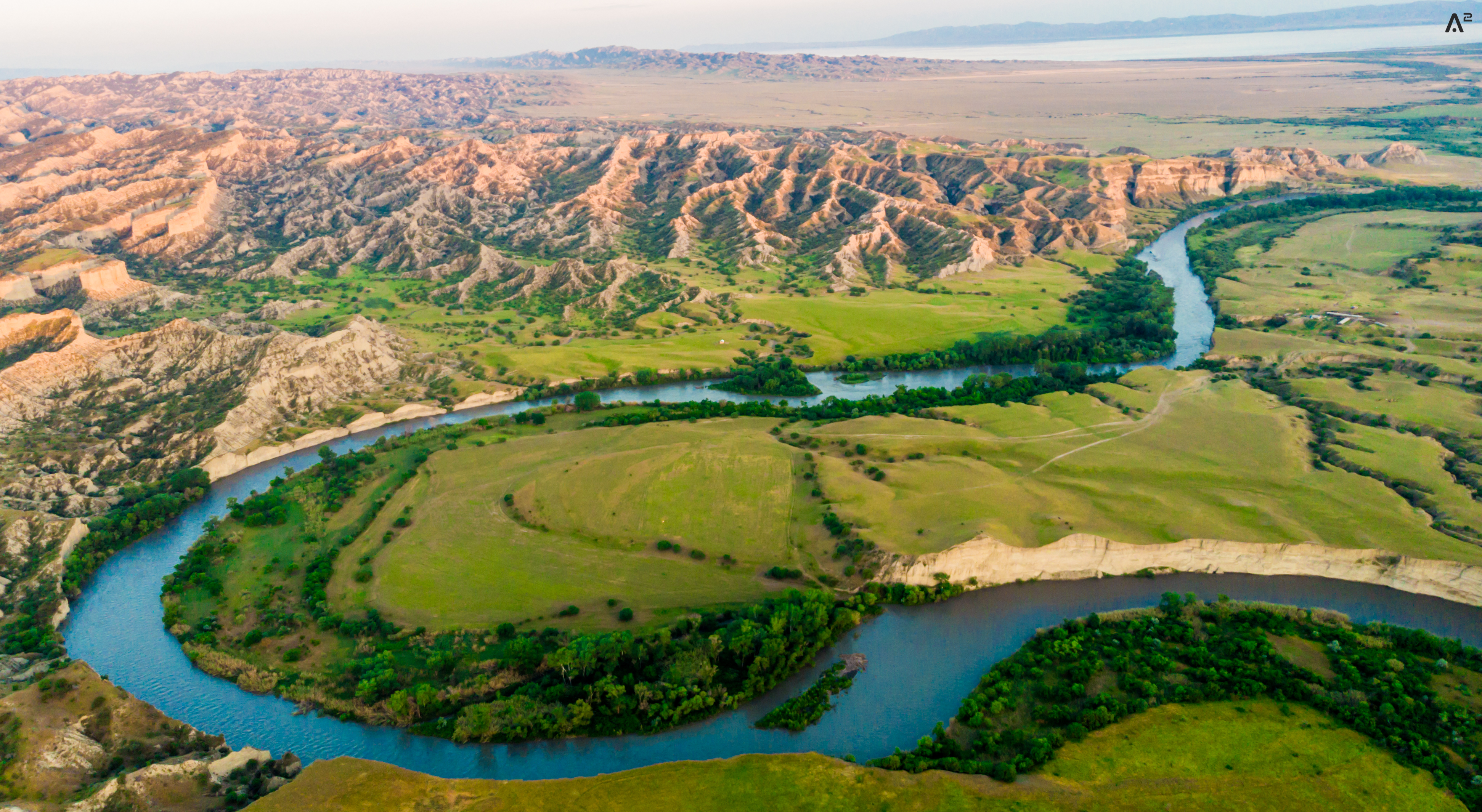
Au dessus du parc. Mai 2019.

Le parc national de Vachlovani (en géorgien : ვაშლოვანის ეროვნული პარკი) est une aire protégée de 246,1 km2 située dans le sud est de la Géorgie, créé en 1935 pour préserver ses forêts profondes uniques. En avril 2003, la superficie de la réserve est élargie à 84,80 km2 et elle obtient le statut de parc national. La zone est caractérisée par son climat sec assis seulement 50-150 mètres au-dessus du niveau de la mer.
Elle est remarquable pour ses espaces uniques de zones de végétation désertique et semi-désertique et la steppe aride et les forêts de feuillus, mais aussi pour ses plaines, grandes falaises et canyons, connus localement comme les « murs pointus ».

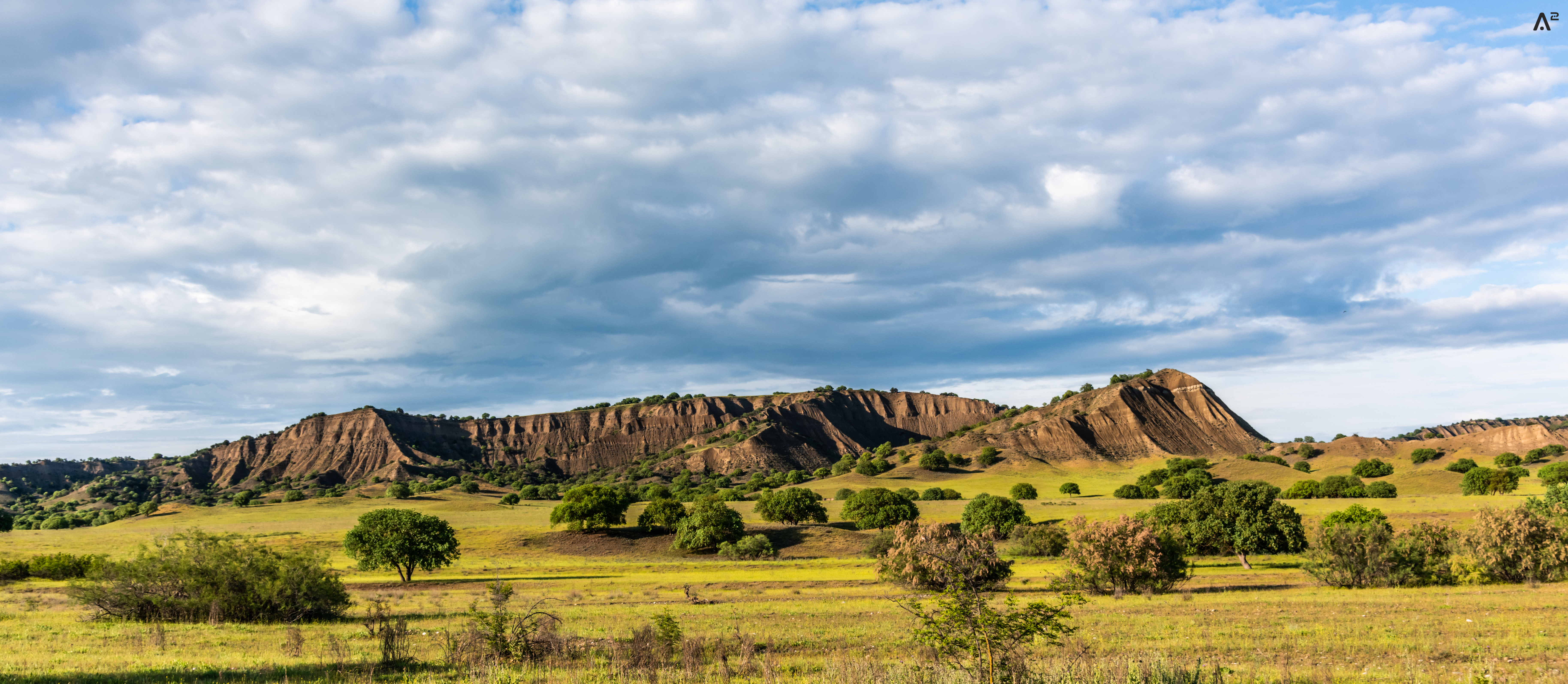
Panorama dans le parc national de Vachlovani. Mai 2019.

## Flore et faune
Les caractéristiques spéciales comprennent la présence de pistaches sauvages, de pivoines et de divers types d'orchidées, en plus de certaines espèces de plantes endémiques. La faune comprend 25 espèces de reptiles, notamment Macrovipera lebetina et Eryx jaculus. Parmi plus de 100 espèces d'oiseaux indigènes, on trouve l'aigle impérial, le vautour moine, le faisan et la rare cigogne noire. Les 46 espèces de mammifères comprennent les chacals dorés, les renards roux, les loups, les lynx eurasiens, les ours bruns, les chats de la jungle et les porcs-épics. En 2003, lors de la première découverte de la trace d’un léopard de race blanche, l’année suivante, un léopard dans la région du parc national était filmé pour la première fois avec un piège photographique.